# Antepipona chobauti
Antepipona chobauti är en stekelart som först beskrevs av Blüthgen 1939.  Antepipona chobauti ingår i släktet Antepipona och familjen Eumenidae. Inga underarter finns listade i Catalogue of Life.